# Arthur Robison
Arthur Robison (Chicago, Illinois, 25 de junio de 1883 - Berlín, 20 de octubre de 1935) fue un director de cine y guionista estadounidense establecido en Alemania, donde fue miembro destacado del cine expresionista alemán. Dirigió 20 películas entre 1916 y 1935.
Hijo de un estadounidense y una alemana, estudió medicina en Múnich y luego trabajó como actor de teatro en Alemania y Suiza. En 1914 se inició en el cine como guionista. Tuvo su debut como director en 1916 con Nächte des Grauens. En 1923 realizó Sombras (Schatten), una de las obras maestras del expresionismo. En 1927 dirigió Der letzte Walzer, la primera producción de Parufamet. En 1929 rodó The informer von Liam O'Flaherty y luego fue a trabajar a Hollywood para Metro-Goldwyn-Mayer. Desde 1933 trabajó en Alemania para la UFA. Murió mientras rodaba El estudiante de Praga (1935). 

## Filmografía
- 1916: Nächte des Grauens
- 1923: Schatten - Eine nächtliche Halluzination
- 1923: Zwischen Abend und Morgen
- 1925: Pietro, der Korsar
- 1926: Manon Lescaut
- 1927: Der letzte Walzer
- 1928: Looping the Loop
- 1929: Die Nacht nach dem Verrat
- 1929: The Informer
- 1931: Mordprozeß Mary Dugan
- 1934: Fürst Woronzeff
- 1935: Mach' mich glücklich
- 1935: Der Student von Prag